# Nahki Wells
Nahki Michael Wells (Hamilton, 1º giugno 1990) è un calciatore bermudiano, attaccante del Bristol City e della nazionale bermudiana.

## Statistiche

### Presenze e reti nei club
Statistiche aggiornate al 12 novembre 2022.
| Stagione                 | Squadra                  | Campionato               | Campionato | Campionato | Coppe nazionali | Coppe nazionali | Coppe nazionali | Coppe continentali | Coppe continentali | Coppe continentali | Altre coppe | Altre coppe | Altre coppe | Totale | Totale |
| Stagione                 | Squadra                  | Comp                     | Pres       | Reti       | Comp            | Pres            | Reti            | Comp               | Pres               | Reti               | Comp        | Pres        | Reti        | Pres   | Reti   |
| ------------------------ | ------------------------ | ------------------------ | ---------- | ---------- | --------------- | --------------- | --------------- | ------------------ | ------------------ | ------------------ | ----------- | ----------- | ----------- | ------ | ------ |
| 2011-2012                | Bradford City            | FL2                      | 33         | 10         | FACup+CdL       | 3+0             | 2               | -                  | -                  | -                  | FLT         | 1           | 0           | 37     | 12     |
| 2012-2013                | Bradford City            | FL2                      | 39+3       | 18+4       | FACup+CdL       | 3+7             | 1+3             | -                  | -                  | -                  | FLT         | 2           | 0           | 54     | 26     |
| 2013-gen. 2014           | Bradford City            | FL1                      | 19         | 14         | FACup+CdL       | 1+1             | 0+1             | -                  | -                  | -                  | FLT         | 0           | 0           | 21     | 15     |
| Totale Bradford City     | Totale Bradford City     | Totale Bradford City     | 91+3       | 42+4       |                 | 15              | 7               |                    | -                  | -                  |             | 3           | 0           | 112    | 53     |
| gen.-giu. 2014           | Huddersfield Town        | FLC                      | 22         | 7          | FACup+CdL       | -               | -               | -                  | -                  | -                  | -           | -           | -           | 22     | 7      |
| 2014-2015                | Huddersfield Town        | FLC                      | 35         | 11         | FACup+CdL       | 1+1             | 0+3             | -                  | -                  | -                  | -           | -           | -           | 37     | 14     |
| 2015-2016                | Huddersfield Town        | FLC                      | 44         | 17         | FACup+CdL       | 2+1             | 1+0             | -                  | -                  | -                  | -           | -           | -           | 47     | 18     |
| 2016-2017                | Huddersfield Town        | FLC                      | 43+3       | 10         | FACup+CdL       | 1+0             | 0               | -                  | -                  | -                  | -           | -           | -           | 47     | 10     |
| Totale Huddersfield Town | Totale Huddersfield Town | Totale Huddersfield Town | 144+3      | 45         |                 | 6               | 4               |                    | -                  | -                  |             | -           | -           | 153    | 49     |
| 2017-2018                | Burnley                  | PL                       | 9          | 0          | FACup+CdL       | 1+0             | 0               | -                  | -                  | -                  | -           | -           | -           | 10     | 0      |
| 2018-2019                | QPR                      | FLC                      | 40         | 7          | FACup+CdL       | 3+0             | 2               | -                  | -                  | -                  | -           | -           | -           | 43     | 9      |
| 2019-gen. 2020           | QPR                      | FLC                      | 26         | 13         | FACup+CdL       | 1+2             | 1+1             | -                  | -                  | -                  | -           | -           | -           | 29     | 15     |
| Totale QPR               | Totale QPR               | Totale QPR               | 66         | 20         |                 | 6               | 4               |                    | -                  | -                  |             | -           | -           | 72     | 24     |
| gen.-giu. 2020           | Bristol City             | FLC                      | 17         | 5          | FACup+CdL       | -               | -               | -                  | -                  | -                  | -           | -           | -           | 17     | 5      |
| 2020-2021                | Bristol City             | FLC                      | 46         | 10         | FACup+CdL       | 3+1             | 1+0             | -                  | -                  | -                  | -           | -           | -           | 50     | 11     |
| 2021-2022                | Bristol City             | FLC                      | 32         | 3          | FACup+CdL       | 1+1             | 0               | -                  | -                  | -                  | -           | -           | -           | 34     | 3      |
| 2022-2023                | Bristol City             | FLC                      | 20         | 7          | FACup+CdL       | 0+3             | 0               | -                  | -                  | -                  | -           | -           | -           | 23     | 7      |
| Totale Bristol City      | Totale Bristol City      | Totale Bristol City      | 115        | 25         |                 | 9               | 1               |                    | -                  | -                  |             | -           | -           | 124    | 26     |
| Totale carriera          | Totale carriera          | Totale carriera          | 431        | 136        |                 | 37              | 16              |                    | -                  | -                  |             | 3           | 0           | 471    | 152    |

### Cronologia presenze e reti in nazionale
| Cronologia completa delle presenze e delle reti in nazionale ― Bermuda | Cronologia completa delle presenze e delle reti in nazionale ― Bermuda | Cronologia completa delle presenze e delle reti in nazionale ― Bermuda | Cronologia completa delle presenze e delle reti in nazionale ― Bermuda | Cronologia completa delle presenze e delle reti in nazionale ― Bermuda | Cronologia completa delle presenze e delle reti in nazionale ― Bermuda | Cronologia completa delle presenze e delle reti in nazionale ― Bermuda | Cronologia completa delle presenze e delle reti in nazionale ― Bermuda |
| Data                                                                   | Città                                                                  | In casa                                                                | Risultato                                                              | Ospiti                                                                 | Competizione                                                           | Reti                                                                   | Note                                                                   |
| ---------------------------------------------------------------------- | ---------------------------------------------------------------------- | ---------------------------------------------------------------------- | ---------------------------------------------------------------------- | ---------------------------------------------------------------------- | ---------------------------------------------------------------------- | ---------------------------------------------------------------------- | ---------------------------------------------------------------------- |
| 14-12-2007                                                             | Hamilton                                                               | Bermuda                                                                | 1 – 2                                                                  | Saint Kitts e Nevis                                                    | Amichevole                                                             | -                                                                      |                                                                        |
| 16-1-2008                                                              | Hamilton                                                               | Bermuda                                                                | 0 – 2                                                                  | Porto Rico                                                             | Amichevole                                                             | -                                                                      | 27’                                                                    |
| 2-9-2011                                                               | Port of Spain                                                          | Trinidad e Tobago                                                      | 1 – 0                                                                  | Bermuda                                                                | Qual. Mondiali 2014                                                    | -                                                                      | 77’                                                                    |
| 7-9-2011                                                               | Georgetown                                                             | Guyana                                                                 | 2 – 1                                                                  | Bermuda                                                                | Qual. Mondiali 2014                                                    | -                                                                      | 85’                                                                    |
| 8-10-2011                                                              | Hamilton                                                               | Bermuda                                                                | 2 – 1                                                                  | Trinidad e Tobago                                                      | Qual. Mondiali 2014                                                    | 1                                                                      | 79’                                                                    |
| 12-10-2011                                                             | Hamilton                                                               | Bermuda                                                                | 1 – 1                                                                  | Guyana                                                                 | Qual. Mondiali 2014                                                    | -                                                                      |                                                                        |
| 15-11-2011                                                             | Bridgetown                                                             | Barbados                                                               | 1 – 2                                                                  | Bermuda                                                                | Qual. Mondiali 2014                                                    | 1                                                                      |                                                                        |
| 26-3-2015                                                              | Nassau                                                                 | Bahamas                                                                | 0 – 5                                                                  | Bermuda                                                                | Qual. Mondiali 2018                                                    | 1                                                                      | Cap.                                                                   |
| 29-3-2015                                                              | Hamilton                                                               | Bermuda                                                                | 3 – 0                                                                  | Bahamas                                                                | Qual. Mondiali 2018                                                    | 2                                                                      | Cap.                                                                   |
| 17-11-2018                                                             | Hamilton                                                               | Bermuda                                                                | 1 – 0                                                                  | El Salvador                                                            | CONCACAF Nations League 2019-2020 - Qualificazioni                     | 1                                                                      |                                                                        |
| 24-3-2019                                                              | Santiago de los Caballeros                                             | Rep. Dominicana                                                        | 1 – 3                                                                  | Bermuda                                                                | CONCACAF Nations League 2019-2020 - Qualificazioni                     | 1                                                                      | 43’                                                                    |
| 7-6-2019                                                               | Hamilton                                                               | Bermuda                                                                | 1 – 0                                                                  | Guyana                                                                 | Amichevole                                                             | -                                                                      | 72’                                                                    |
| 17-6-2019                                                              | San José                                                               | Haiti                                                                  | 2 – 1                                                                  | Bermuda                                                                | Gold Cup 2019 - 1º Turno                                               | -                                                                      |                                                                        |
| 21-6-2019                                                              | Frisco                                                                 | Costa Rica                                                             | 2 – 1                                                                  | Bermuda                                                                | Gold Cup 2019 - 1º Turno                                               | 1                                                                      |                                                                        |
| 25-6-2019                                                              | Harrison                                                               | Bermuda                                                                | 2 – 0                                                                  | Nicaragua                                                              | Gold Cup 2019 - 1º Turno                                               | 1                                                                      |                                                                        |
| 6-9-2019                                                               | Hamilton                                                               | Bermuda                                                                | 1 – 4                                                                  | Panama                                                                 | CONCACAF Nations League 2019-2020 - 1º Turno                           | -                                                                      |                                                                        |
| 9-9-2019                                                               | Panama                                                                 | Panama                                                                 | 0 – 2                                                                  | Bermuda                                                                | CONCACAF Nations League 2019-2020 - 1º Turno                           | 2                                                                      | 45’ 78’                                                                |
| 12-10-2019                                                             | Hamilton                                                               | Bermuda                                                                | 1 – 5                                                                  | Messico                                                                | CONCACAF Nations League 2019-2020 - 1º Turno                           | 1                                                                      |                                                                        |
| 20-11-2019                                                             | Toluca                                                                 | Messico                                                                | 2 – 1                                                                  | Bermuda                                                                | CONCACAF Nations League 2019-2020 - 1º Turno                           | -                                                                      | 40’                                                                    |
| 3-7-2021                                                               | Fort Lauderdale                                                        | Bermuda                                                                | 8 – 1                                                                  | Barbados                                                               | Qual. Gold Cup 2021                                                    | 3                                                                      | Cap.                                                                   |
| 7-7-2021                                                               | Fort Lauderdale                                                        | Haiti                                                                  | 4 – 1                                                                  | Bermuda                                                                | Qual. Gold Cup 2021                                                    | 1                                                                      | Cap.                                                                   |
| 4-6-2022                                                               | Hamilton                                                               | Bermuda                                                                | 0 – 0                                                                  | Haiti                                                                  | CONCACAF Nations League 2022-2023 - 1º Turno                           | -                                                                      |                                                                        |
| 7-6-2022                                                               | Georgetown                                                             | Guyana                                                                 | 2 – 1                                                                  | Bermuda                                                                | CONCACAF Nations League 2022-2023 - 1º Turno                           | -                                                                      | Cap.                                                                   |
| 12-6-2022                                                              | Santo Domingo                                                          | Montserrat                                                             | 3 – 2                                                                  | Bermuda                                                                | CONCACAF Nations League 2022-2023 - 1º Turno                           | 1                                                                      | Cap.                                                                   |
| 25-3-2023                                                              | Hamilton                                                               | Bermuda                                                                | 0 – 2                                                                  | Guyana                                                                 | CONCACAF Nations League 2022-2023 - 1º Turno                           | -                                                                      | Cap.                                                                   |
| Totale                                                                 |                                                                        | Presenze                                                               | 25                                                                     |                                                                        | Reti                                                                   | 17                                                                     |                                                                        |